# Neutrino Ettore Majorana Observatory
Das Neutrino Ettore Majorana Observatory (NEMO) ist ein internationales physikalisches Experiment (unter französischer Leitung) mit dem Zweck, den doppelten Betazerfall von Molybdän-100 und damit indirekt Eigenschaften von Neutrinos zu untersuchen. Es ist nach Ettore Majorana benannt.

## NEMO 1 und 2
Nach Beginn der NEMO-Kollaboration wurden ab 1989 zunächst zwei Prototyp-Detektoren, NEMO 1 und NEMO2, gebaut und bis 1997 betrieben. 

## NEMO 3
Seit 2003 wird mit NEMO 3 nach dem noch nie beobachteten neutrinolosen doppelten Betazerfall gesucht. Die Messungen wurden 2011 beendet. Ein Nachfolgeexperiment, SuperNEMO, ist in Vorbereitung.
Die Beobachtung des neutrinolosen doppelten Betazerfalls würde fundamentale Erkenntnisse über die absolute Masse und die Materie/Antimaterie-Symmetrie von Neutrinos liefern. Die wichtigste Entdeckung wäre die Entscheidung, ob es sich bei Neutrinos um Dirac- oder Majoranateilchen handelt.
Das Experiment befindet sich im unterirdischen Versuchslabor Fréjus Underground Laboratory (LSM) in Modane (Savoie, Frankreich).

## Anmerkung und Einzelnachweise
1. ↑  Trotz der Bezeichnung Observatory gehört NEMO nicht zu den unter Neutrinoobservatorium genannten Anlagen, denn es werden keine Neutrinos aus entfernten Quellen beobachtet.
2. ↑  R. Arnold, C. Augier et al., Search for Neutrinoless Double-Beta Decay of 100Mo with the NEMO-3 Detector. Physical Review D 89 (2014) 111101(R).
3. ↑  D. Waters, Latest Results from NEMO-3 & Status of the SuperNEMO Experiment. Journal of Physics: Conference Series, Vol. 888, conference 1, Juli 2016